# بوشان
بوشان (بالأمازيغية: ⴱⵓⵛⵛⴰⵏⵏ Buccann) هي قرية مغربية وجماعة قروية تابعة لإقليم الرحامنة التابع لجهة مراكش أسفي. بلغ مجموع عدد سكان الجماعة القروية بوشان حسب إحصاءات 2004 حوالي 9.554 نسمة يعيشون في 1535 أسرة. يترأس جماعاتها الأربعة لصوص كبار. 

## إحصاء عام
| السنة | عدد السكان | عدد الأسر | عدد الأجانب |
| ----- | ---------- | --------- | ----------- |
| 1994  | 9453       | 1419      | °°°°        |
| 2004  | 9554       | 1535      | 0           |